# Karolinenkoog
Karolinenkoog település Németországban, Schleswig-Holstein tartományban. Lakosainak száma 143 fő (2023. december 31.).

## Népesség
A település népességének változása:
| Lakosok száma | 195  | 149  | 145  | 135  | 129  | 143  |
|               | 1975 | 2017 | 2019 | 2021 | 2022 | 2023 |